# Reprezentuję siebie
Reprezentuję Siebie  – polski utwór hip-hopowy, autorstwa zespołu Bez Cenzury. W jego nagraniu wzięło udział 26 raperów. Muzykę pod utwór wykonał Siwers zaś skrecze DJ Panda.

## Raperzy występujący w nagraniu
- Pękacz – (Wwarstwa)
- Ero – (JWP/Bez Cenzury)
- Łysol – (Bez Cenzury)
- Siwers – (Bez Cenzury/Reposta/Patolog skład)
- Romeo – (THS Klika)
- Wigor – (Juras & Wigor/Mor W.A.)
- Melon (JWP Mafia/Pro EBT)
- Sokół – (ZIP Skład/WWO/TPWC)
- Kosi – (JWP)
- Jacenty – (SSDI/UPP)
- Lui – (Peel Motyff)
- Bilon – (Hemp Gru)
- Bzyker – (JWP/Renesens/Pro EBT /JWP Mafia)
- Wilku – (Hemp Gru)
- Tomiko – (Patolog Skład)
- Fu – (ZIP Skład/Zipera)
- Rafuls – (Renesens/Pro EBT)
- Foster – (JWP)
- Koras – (ZIP Skład/Zipera/Ko1Fu/Pokój z Widokiem na Wojnę)
- Suja – (THS Klika)
- Donald – (JWP)
- Juras – (Juras & Wigor/WSP/Pokój z Widokiem na Wojnę)[A]
- Weresz – (Reposta)
- Pyskaty – (Skazani na Sukcezz)
- Jogi
- Bondar (Renesens/Pro EBT/JWP Mafia)